# خاتم‌کاری

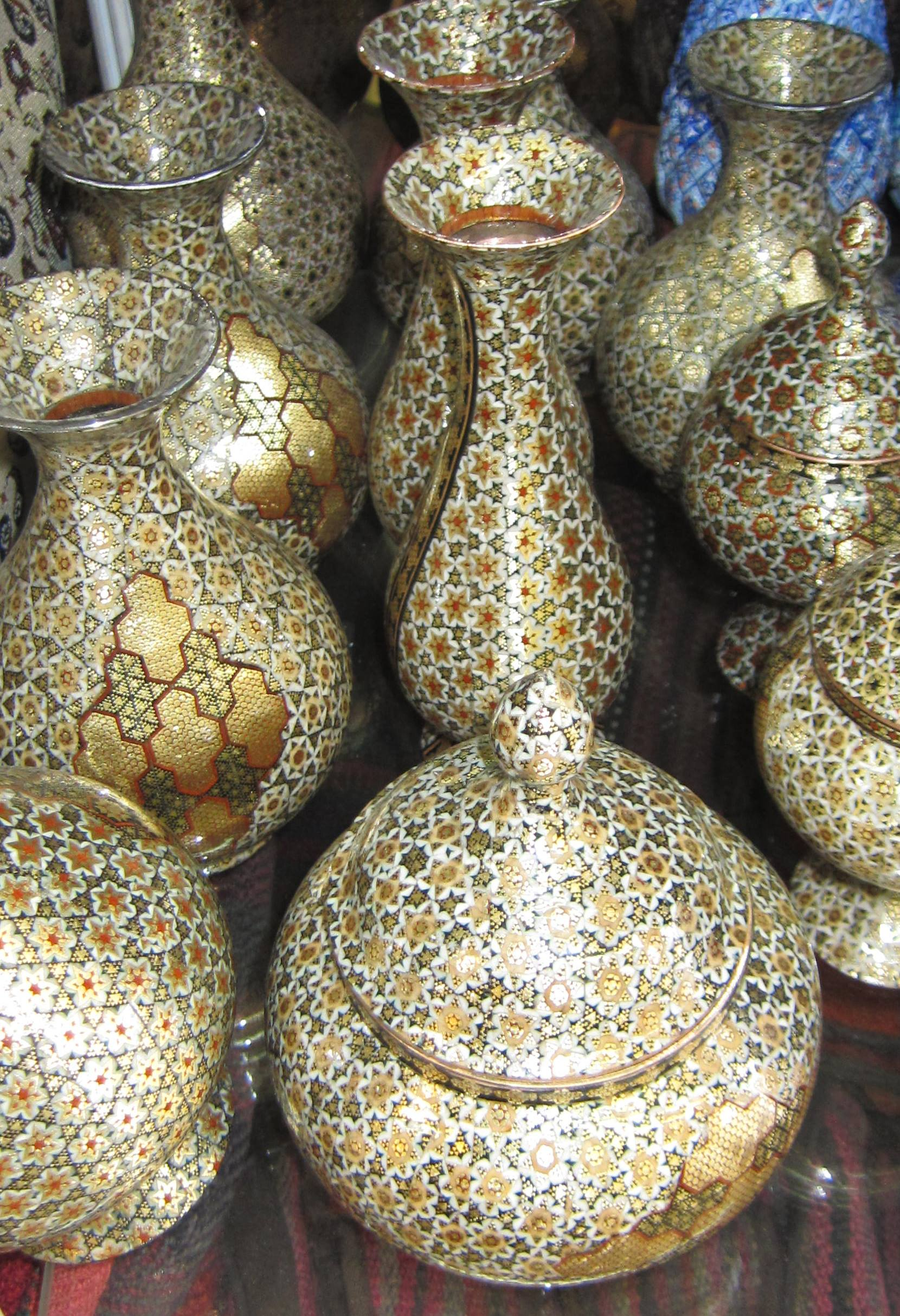
خاتم‌کاری برازجانی بر روی انواع ظروف

خاتم‌کاری از هنرهای ظریف و صنایع دستی ایرانی است که سابقه و ریشه‌ای کهن دارد. هنر خاتم‌سازی یکی از مهم‌ترین هنرهای دستی ایران است. این صنعت ارزش هنری بسیار بالایی دارد. پیشینه‌ی خاتم‌سازی در ایران به زمان‌های کهن می‌رسد.
به هنرمند این رشته خاتم‌ساز یا خاتم‌کار می‌گویند.

### تعریف خاتم
خاتم ترکیبی است از چند ضلعی‌های منظم با تعداد اضلاع متفاوت که با استفاده از مواد اولیه گوناگون در رنگ‌های مختلف تشکیل می‌شود. پنج، شش، هفت، هشت یا ده ضلعی است.
خاتم از هنرهای دستی دقیق و پرکار است که تولید و ساخت آن احتیاج به دقت و حوصله زیاد دارد. چند ضلعی‌هایی که در خاتم‌سازی به کار می‌آید
در لغت‌نامه دهخدا خاتم‌ساز چنین معنی شده‌است: «آنکه پاره‌های استخوان را در چوب با نقش و نگار بنشاند. خاتم‌سازی عمل خاتم‌ساز را گویند.»
در دائرةالمعارف فارسی دربارهٔ خاتم‌کاری و خاتم‌سازی آمده‌است: «هنر آراستن سطح اشیاء به صورتی شبیه موزائیک، با مثلث‌های کوچک. طرح‌های گوناگون خاتم همواره به صورت اشکال منظم هندسی بوده‌است. این اشکال هندسی را با قراردادن مثلث‌های کوچک در کنار هم نقش‌بندی می‌کنند. مثلث‌ها را از انواع چوب، فلز و استخوان می‌سازند. هرچه مثلث‌ها ریزتر و ظریف‌تر باشند، خاتم مرغوب‌تر است. در یک طرح خاتم، برای ساختن کوچک‌ترین واحد هندسی، حداقل سه مثلث و برای بزرگ‌ترین آن، حداکثر چهارصد مثلث به کار می‌رود.»

## تاریخچهٔ خاتم‌کاری
دربارهٔ مخترع و مبتکر خاتم بین خاتم‌سازان و هنرمندان نقل های گوناگونی وجود دارد ولی آنچه قابل ذکر است آن است که به درستی معلوم نیست اولین بار خاتم‌سازی را چه کسی ابداع کرده‌است. اما روایتهای زیادی خاستگاه خاتم کاری را شیراز می‌دانند زیرا قدیمی‌ترین آثار خاتم کاری در این شهر دیده شده و استفاده از هنر خاتم کاری مربوط به منبر مسجد عتیق شیراز با قدمت بیش از ۱۰۰۰ سال است. در دائره‌المعارف فارسی آمده‌است: «زمان آغاز این هنر دانسته نیست، و آنچه دربارهٔ آن گفته می‌شود با افسانه همراه است. برخی از استادان خاتم‌ساز هنوز بر این عقیده‌اند که هنر خاتم‌سازی معجزه ابراهیم پیامبر است» شواهد بسیاری موجود است که شهر شیراز به عنوان خاستگاه خاتم کاری ایران پایتخت خاتم کاری ایران می‌دانند. هرچند که در دوران صفویه این هنر به اصفهان منتقل شد و در اصفهان به عنوان پیشه به تولید انبوه رسید.
صنعتگران مصری این روش را مانند بسیاری از هنرها و پیشه‌های دیگر از قبطی‌ها اقتباس کرده‌اند، چندین قطعه و لوحه که روی آن‌ها با چوب و استخوان موزائیک‌کاری شده‌است در عین الصیرهدر نزدیک قاهره در اوایل دوره اسلام به دست آمده و اغلب آن‌ها در موزه صنایع اسلامی قاهره ویا موزه برلین وجود دارد که یکی از عالی‌ترین نمونه‌های این هنر در موزه متروپولیتن است.

### آثار و نمونه‌های تاریخی
- صندوق مرقد موسی کاظم و محمد تقی در کاظمین مربوط به دوران شاه اسماعیل صفوی در سال ۹۰۶هجری قمری ساخته شده توسط محمد جمعه.
- صندوق مرقد حسن عسکری در سامره و صندوق مرقد علی نقی مربوط به همان دوره است.
- صندوق خاتم ضریح نرگس خاتون مادر مهدی که در همان دوره ساخته و نصب شده.
- اثر بسیار زیبا و نفیس درب ورودی مدرسه چهارباغ اصفهان چندین بار توسط استادان این هنر ترمیم و مرمت شده‌است.
- درب خاتم امامزاده شاه‌رضا در قمشه (شهرضا) مربوط به زمان سلطنت شاه طهماسب صفوی.
- صندوق خاتم مرقد علی پسر ابی طالب ساخته شده در زمان کریم خان زند و نصب آن در زمان لطفعلی خان زند
- صندوق خاتم مرقد حسین پسر علی و ابوالفضل در کربلا
- صندوق مقبره زینب در شام
- منبر خاتم کاری در مسجد جامع عتیق شیراز دارای قدمت بیش از هزار سال.
- سقف ایوان اصلی مسجد جامع عتیق شیراز مربوط به سده هشتم هجری (سده چهاردهم میلادی)
- درهای خاتم قصر رؤیایی تیمور گرکانی به نام دلگشا در سمرقند و درهای آرامگاه وی در سال ۸۰۷ خورشیدی هجری(۱۴۰۵میلادی)
- درهای چوب گردو و روکش استخوان و دیگر چوب‌ها ساخته شده توسط هنرمندی بنام حبیب‌الله در سال ۹۹۹هجری(۱۵۹۱میلادی) که در موزه برلین نگهداری می‌شود.
- درهای مزین به اشکال هندسی گل و بته، از شهر بخارا که در موزه ویکتوریا آلبرت موجود است.
- منبر چوبی مسجد لنبان اصفهان با اشکال هندسی و اجزای نقره‌ای مربوط به سال ۱۱۱۴هجری(۱۷۰۲میلادی)
- درب‌های تالار آینه کاخ گلستان
- تعداد دو درب خاتم کاری شده توسط خاتم سازان شیراز در موزه دوران اسلامی تهران.
- میز و صندلی خاتم شده اهدایی به الیزابت دوم ملکه انگلستان و یکعدد میز خاتم اهدایی به ایزنهاور ریس جمهور امریکا هر دو ساخته شده در کارگاه خاتم سازی هنرهای زیبا که این دو میز و صندلی خاتم را در کتاب ایرانشهر چاپ ۱۳۳۴که توسط کمیسیون ملی یونسکو ایران درج و منتشر شده .
- تعدادی درب دو لنگه خاتم کاری شده در موزه حضرت عبدالعظیم شهر ری که قدیمی‌ترین ان مربوط به دوره ال بویه تا اواخر قاجار است.

اوج شکوفایی و تکامل این هنر در دوران صفویه بود، در این دوران از شیراز و سایر نقاط ایران هنرمندان به اصفهان، پایتخت آن زمان دعوت شده و هنرمندان ضمن فعالیت در رشته‌های خاتم‌کاری، منبت‌کاری، کاشی‌کاری و گره‌چینی، به ساختن ساختمان‌های حکومتی و بارگاه‌ها و اماکن مقدس تشویق و ترغیب شدند.
بعدها در زمان قاجاریه به علت عدم توجه به هنرها این هنر نیز همانند سایر هنرها از درجه اعتبار و اهمیت افتاد و استادان و هنرمندان این رشته در این دوران در بدترین و سخت‌ترین شرایط زندگی می‌کردند.
در سال ۱۳۰۷ اوایل دوران پهلوی مدرسه صنایع مستظرفه به کوشش استاد محمد غفاری (کمال الملک) تأسیس و این هنرستان رونق و توسعه‌ای به هنرهای دستی کشور بخشید و پس از آن کارگاه‌های خاتم‌سازی و چند کارگاه دیگر در وزارت فرهنگ و هنر سابق تشکیل شد.
- در کتاب ایرانشهر چاپ ۱۳۴۳توسط کمیسیون ملی یونسکو ایران امده که کارگاه خاتم سازی در سال۱۳۱۱توسط محمد حسین صنیع خاتم شیرازی در تهران تاسیس و تا سال ۱۳۳۵در مدیریت او و پسرش محمود صنیع خاتم بود.
- آثار به‌جامانده، ۷۲ نفر از هنرمندان شیراز (به سرپرستی استاد خلیل گلریز خاتمی و استاد غلام حسین گلریزخاتمی)، اتاق هفت در هفت متری خاتم‌کاری شده با تمامی وسایل موجود در آن، در کاخ مرمر به مدت چهار سال.

تالار خاتم مجلس شورای ملی با ۴۰۰ متر مربع خاتم‌کاری. متأسفانه در سال‌های اخیر سمت و سوی طرح‌ها تغییر یافته و با حذف طرح‌های اصیل توجه کمتری به سنت‌گرایی معطوف بوده و از خط و نوشته که در خاتم اصیل بسیار استفاده می‌شده کمتر دیده می‌شود.
- از استادان بنام خاتم کاری در شیراز و ایران را می‌توان به (استاد عبدالخالق گلریز خاتمی) ملقب به پدر خاتم ایران و (شادروان استاد عبدالعلی گلریز خاتمی) ٬(احمد روحانی) اشاره کرد که خود صاحب سبک در این رشتهٔ هنری می‌باشند.

## خاتم‌کاری در ادبیات
در اشعار شاعران قبل از سده نهم هرجا نامی از خاتم برده شده به معنی و مفهوم انگشتری بوده و تنها یک بیت از اشعار مفید بلخی شاعر قرن یازده به معنای هنر خاتم‌سازی آمده‌است:
صد نقش بر استخوانم افکند ز داغ
گویا که لب لعل تو خاتم بند است

## مواد اولیه در ساخت خاتم
(دستگاه مخصوص برای بریدن مصالح چوبی انواع چوب) (آبنوس- فوفل- گردو- بقم- عناب-نارنج- کهکم-کبوده)
انواع استخوان (استخوان و عاج فیل- استخوان شتر- استخوان اسب)
مفتول‌های فلزی (برنج -آلومینیوم و بعضاً نقره)
صدف- نخ پرک - سریشم - لاک

## وسایل و ابزار کار در هنر خاتم‌سازی
- ابزار عمومی: شامل چکش - اره-اره فلکه -دریل و مته - دستگاه دینام - -و…
- ابزار اصلی و مخصوص: شامل انواع اره‌ها- عنوان سوهان - انواع رنده - پرس - تیره‌دار یا خط‌کش قفل - مقار- انواع تنگ ها- چسب‌های مخصوص و…

## مراحل تولید خاتم

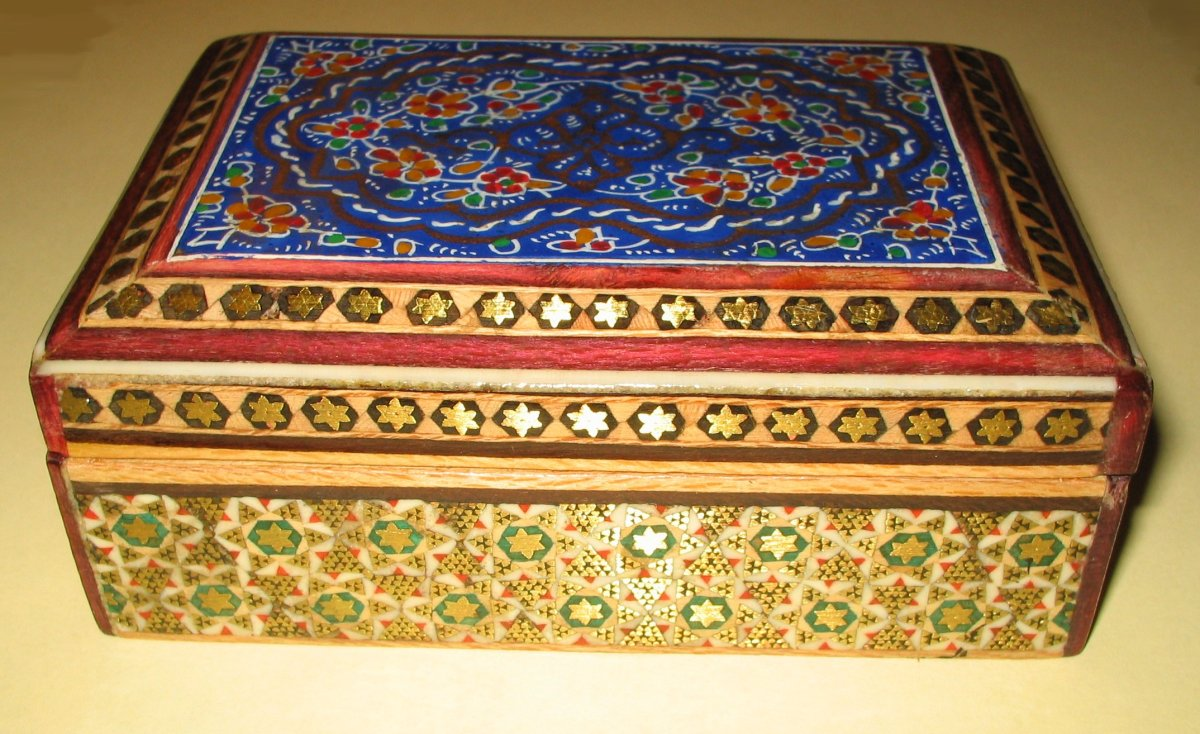
خاتم‌کاری بر روی جعبه‌ای چوبی

ابتدا انواع چوب‌ها و استخوان‌ها را در رنگ‌های مختلف تهیه کرده و با ابزار مخصوص خود به طول ۳۰ سانتیمتر و قطر ۱تا ۵/۲میلی‌متر می‌برند و از آن‌ها مثلث‌هایی تهیه می‌شود که پس از سوهان‌کاری تمام اضلاع آن به حالت دلخواه و مطابق با طرح درآمده و برای تکمیل طرح نیاز به مفتول‌های سیمی به صورت مثلث بوده که برای آماده‌سازی آن‌ها نیز مراحل مختلفی طی می‌شود سپس برای درست کردن خاتم ابتدا طرح اشکالی که مورد نظر است را به وسیله استادکار کشیده و این مثلث‌ها ی چوبی، استخوانی و فلزی با دستان بامهارت و استادانه هنرمند در کنار هم به وسیله سریشم قرار داده و چسبانده می‌شوند و به وسیله نخ محکم می‌گردند که از این کار اصطلاحاً «پره» درست می‌شود، بعد از چند ساعت نخ‌ها باز شده و اضلاع طرح سوهان‌کاری شده و چهار عدد از پره‌های ساخته شده را در کنار هم قرار می‌دهند و مجدداً با چسب به هم چسبانده می‌شوند که حاصل آن «توگلو» به دست می‌آید. مرحلهٔ بعدی که به «گل پیچی» مشهور است، به وسیله سیم مفتولی گردی که آن را به صورت شش ضلعی منظم آماده می‌شود و به آن «شمسه» می‌گویند در اطراف هر ضلع شش سیم به وسیله سریشم چسبانده می‌شود و با نخ محکم می‌شود و حاصل آن طرح ستاره‌ای است، این طرح‌ها آنقدر تکرار می‌شوند تا بر اساس طرح مورد نیاز درآمده و سپس در زیر فشار و پرس قرار گرفته و با چند مرحله برش‌کاری و چسبانده لایه‌های بسیار نازک چوب در اطراف آن طرح اولیه یک خاتم به وجود می‌آید که تمامی این مراحل از ابتدا تا بدین جا بیش از ۴۰۰ مرحله کاری را شامل می‌شود.
خاتم‌ها بر اساس طرح، رنگ، شکل و ابعاد محل مورد استفاده بر روی سطح کار به‌وسیله چسب مخصوص چسبانده شده و با ایجاد طرح‌های گوناگون و قرینه‌سازی تمامی سطح طرح به وسیله خاتم مزین می‌گردد که پس از برخی ترمیم‌ها، سوهان، سمباده و بتونه‌کاری و نهایتاً ساییدن و صاف کردن سطح خاتم، کار برای روغن‌کاری و جلا بخشی به وسیله مواد مخصوص مانند سیلر و کیلرو پولیستر آماده می‌شود.
مرغوبیت یک خاتم خوب به ریز نقشی و منظم بودن طرح بستگی دارد که همهٔ این‌ها در مهارت استادکار در تهیهٔ مواد اولیه و نحوه کاربرد آن و حوصله و دقت بسیار زیاد خلاصه می‌شود.

### خصوصیات یک خاتم و محصول مرغوب و هنری
1. صاف بودن سطح کار و خالی نبودن هیچ جای خاتم.
2. یکنواخت بودن رنگ و مصالح به کار رفته در ساخت خاتم
3. عدم تغییر در رنگ و شکل
4. ترمیم‌کاری‌ها و بتونه‌کاری‌ها در سطح کار مشخص نباشند.
5. قرینه بودن تمامی گل‌ها و اشکال در سطح کار و زوایا و اضلاع
6. دقیق و مهندسی بودن اساس و ساختمان طرح که تمامی ابعاد با هم همسان، قرینه و یک اندازه باشند که البته اگر شاسی طرح دقیق نباشد بهترین خاتم نیز بر روی آن نما و جلوه‌ای ندارد و کل طرح را از بین می‌برد به همین جهت است که یک هنرمند خاتم‌ساز باید یک نجار چیره‌دست هم باشد.
7. رنگ‌کاری و روکش دادن محصول بایستی ماهرانه و بدون خدشه و هر عیبی باشد.
8. نقش‌ها و مثلث‌ها هر چه ریزتر باشند کیفیت و ارزش کار بیشتر است.

مهم‌ترین مراکز خاتم‌سازی در ایران، اصفهان و شیراز و تهران هستند که البته اکثر خاتم‌سازان در تهران؛ اصفهانی یا شیرازی هستند.
لازم است توجه شود که کلیهٔ محصولات خاتم‌کاری شده بایستی دور از حرارت، رطوبت و نور مستقیم خورشید نگهداری و از تمیز کردن آن‌ها با پارچهٔ مرطوب و از به کار بردن هر گونه جلاسنج بر روی سطوح خاتم اجتناب شود.

## نحوه نگهداری ظروفمس و خاتم[۵]
نکات مهم برای افزایش طول عمر ظروف فیروزه کوبی:
1. برای تمیز کردن این محصولات، نیاز به شستشو با آب و شوینده های خاص وجود ندارد و برای ثابت ماندن پلی استر سطح مس، نظافت با دستمال پارچه ای (ترجیحا نانو) کفایت می‌کند.
2. هرگونه مواد شوینده، الکل و یا مواد اسیدی مثل سرکه، عطر و لوازم آرایشی باعث از بین رفتن این پلی استر می شوند . با از بین رفتن پوشش پلی استر مس با اکسیژن واکنش نشان داده و شروع به اکسید شدن و تغییر رنگ می کند.
3. از قرار دادن این ظروف در دمای بالای 60 درجه و نور مستقیم آفتاب بپرهیزید .
4. وارد کردن ضربه به ظروف،روی هم انباشتن و یا قرار دادن اجسام تیز درون آنها نیز موجب آسیب می شوند.
5. از نگهداری این ظروف در بین پلاستیک های بابل یا حباب دار در مدت زمان طولانی خودداری کنید. پلاستیک های حبابدار باعث تعریق ظروف می شود و در طولانی مدت رطوبت از پلی استر عبور کرده و به مس می رسد و باعث تغییر رنگ آن می شود.